# SecurDisc
Unter dem Begriff SecurDisc werden unterschiedliche Verfahren zusammengefasst, die die Sicherheit von Daten auf optischen Medien (CD, DVD, Blu-ray Disc etc.) erhöhen sollen. SecurDisc wurde von Hitachi-LG Data Storage und der Nero AG entwickelt. SecurDisc wird manchmal mit dem Kopierschutzsystem SecuROM verwechselt oder gleichgestellt, hat aber nichts mit diesem zu tun.

## Datensicherheit
Die Datensicherheit wird dadurch erhöht, dass Daten mehrfach auf einem Medium gespeichert werden. Dadurch sinkt die Nutzkapazität entsprechend. Sollen beispielsweise nur 100 MB auf einer CD mit 700 MB Kapazität gebrannt werden, kann SecurDisc die Daten 7-mal schreiben. Dies kann besonders für die Langzeitarchivierung von Daten auf DVD-RAMs interessant sein.

## Kennwortschutz
Auf Wunsch lassen sich Daten verschlüsseln. In den ersten Versionen der Software mittels AES-128, ab Version 4 ist auch 256-Bit-Verschlüsselung möglich. Zum Entschlüsseln muss der Benutzer in einem Programm ein Kennwort eingeben, welches verschlüsselt zum Laufwerk gesendet wird. Erst dort findet die Entschlüsselung statt. Dieses Verfahren ist schwerer angreifbar als eine ausschließlich softwarebasierende Lösung.

## Frühwarnsystem
Das Laufwerk meldet dem Benutzer mittels einer Software, wenn Medien schlecht lesbar sind und somit ein Ausfall des Mediums droht. Der Anwender kann die Daten dann noch rechtzeitig auf die Festplatte kopieren.

## Digitale Signatur
Zur Garantie der Echtheit ist es möglich, ein Medium digital zu signieren. Zur Überprüfung eines signierten Mediums ist die Software InCD oder InCD Reader ab Version 5 erforderlich.

## PDF-Kopierschutz (nur für DVDs)
SecurDisc kann PDF-Dateien so auf ein Medium brennen, dass diese zwar gelesen, aber nicht kopiert (oder verändert) werden können. Um die geschützten Dateien anzuschauen, wird eine mit dem SecurDisc Laufwerk kombinierte Betrachter-Software benötigt. Diese gibt es derzeit nur für Windows-Versionen (Stand: Juni 2013).